# Albert Göring
Albert Göring (født 9. marts 1895, død 22. december 1966 i München) var en tysk forretningsmand og teknisk konstruktør. Han var en yngre bror til nazisten Hermann Göring og søn af en tysk diplomat. På trods af slægtskabet foragtede han nazismen, så han valgte han at gå den modsatte vej og ved hjælp af sit efternavn reddede han adskillige ofre for holocaust.
Albert Göring deltog i 1. verdenskrig, men blev såret og hjemsendt, hvorefter han uddannede sig til teknisk konstruktør. Han giftede sig i 1921, men de blev skilt efter et par år, hvorefter han blev gift igen. I alt blev han gift fire gange. I 1930'erne flyttede han til Wien, hvor han blev til 1939, hvor han blev eksportchef for de tjekkiske våbenfabrikker Skoda i Prag, hvor han hjalp både jøder og modstandsbevægelse. Han blev arresteret flere gange i løbet af 1930'erne og 1940'erne af såvel Gestapo som SS, men reddet ud af sin bror, Hermann Göring. Han reddede eksempelvis nogle jøder under påskud af at han manglede arbejdskraft. Han befriede dem imidlertid, ved efterfølgende at sætte dem af i en skov.
I forbindelse med Nürnbergprocesserne efter krigen blev han fængslet pga. sit slægtskab med Hermann Göring, men blev løsladt i 1947 efter flere af dem, han havde reddet, kom ham til undsætning. Han levede efterfølgende af gaver fra dem, han havde reddet. Han døde fattig, depressiv og påvirket af alkohol. Ingen ville ansætte en Göring. 